# Big Brown

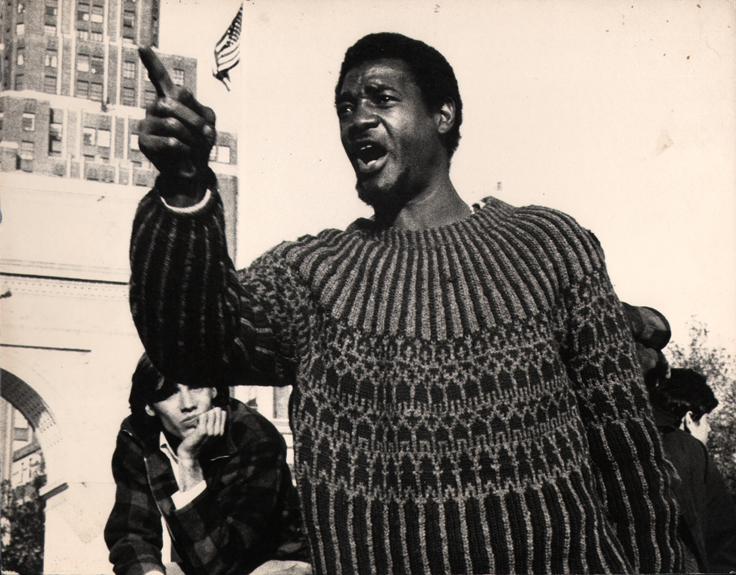
Big Brown im Washington Square Park (1965)

William Clifford Brown (* 30. September 1920 in Michigan; † 30. August 1980 in Venice Beach), besser bekannt unter seinem Künstlernamen Big Brown, war ein amerikanischer (Straßen-)Poet, Performer und Musiker. Brown wirkte insbesondere in der New Yorker Beat-Szene der 1950er und 1960er Jahre. Browns unverwechselbares Sprachgefühl und markanter Stil hatte Einfluss auf viele andere Künstler, unter anderem Bob Dylan, der Brown als den besten Poeten bezeichnete, den er je gehört hatte. Weiterhin hatte Brown Einfluss auf das Entstehen des Hip Hops und des Raps. Nachdem Brown nach Los Angeles gezogen war, veröffentlichte er 1973 das Album The First Man of Poetry, Big Brown: Between Heaven and Hell. 1980 wurde Brown in Venice Beach, Los Angeles, ermordet.

## Leben
Brown wurde in Michigan geboren. Berichten zufolge wuchs Brown in einem Waisenhaus in Georgia auf.
In den 1940ern machte der hochgewachsene und kräftige Brown Karriere als Boxer. Eine Todesanzeige bezeichnete Brown später als „professionellen Schwergewichtler“.
Ab den späten 1950er Jahren bis in die 1960er Jahre trat Brown, bekannt für seine Stimme und seine Eloquenz, regelmäßig in Greenwich Village auf, wo er eigene und fremde Gedichte vortrug. Hier stellte er enge Bindungen zu anderen Beat-Künstlern, unter anderem Allen Ginsberg, Jack Kerouac und Larry Rivers, her.
Für die Präsidentschaftswahlen 1960 gründeten die Beats die „Beat Party“ und veranstalteten einen Scherz-Kongress, bei der ihr Präsidentschaftskandidat nominiert werden sollte. Brown, in Zeitungsberichten als „Big Brown, of Detroit“ bezeichnet, erhielt in einer ersten Abstimmung zwar eine Stimmmehrheit, konnte die Nominierung letztlich aber doch nicht für sich gewinnen. Die Associated Press schrieb: „Big Brown's Siegeszug verblüffte den Kongress. Big, wie der stämmige Negro von seinen Freunden genannt wird, war zunächst von keiner Delegation favorisiert, hatte aber wohl eine Taktik, die ihm Stimmen gewann. Auf dem quirligen Kongress sprach er nur ein einziges Mal für längere Zeit und nutzte diese Zeit, um seine Gedichte vorzulesen“.
Während seiner Zeit in Greenwich Village, verbrachte Brown auch in Woodstock und dem nahegelegenen Kingston Zeit, wo er bei dem Blues-Musiker Danny Fitzgerald wohnte. Am 4. Juli 1964 wurde Brown, der aufgrund seiner ungewöhnlichen Kleidung (oft trug Brown Turban und Poncho) überall auffiel, in Woodstock verhaftet, weil er in einer amerikanischen Nationalflagge durch die Straßen wanderte. Die Polizei berichtete, dass Brown seine Arme durch zwei in die Flagge geschnittene Löcher gesteckt hatte. Brown verbrachte dann 30 Tage im Ulster County Gefängnis. Zu ähnlichen Flaggenprotesten kam es fünf Jahre später beim legendären Woodstock Music Festival.
Zwischen 1969 und 1971 zog Brown nach Los Angeles. 1973 veröffentlichte er dort bei Rudy Ray Moores Kent Records das Album The First Man of Poetry, Big Brown: Between Heaven and Hell. Moore hatte Brown schon auf seinem Album The Rudy Ray Moore House Party Album (The Dirty Dozens--Volume 1) (1971) auf dem Lied Dice Game einen Auftritt ermöglicht. Auf manchen der Lieder auf The First Man of Poetry, Big Brown, etwa Mexicali Rose und Honky Tonk Bud performt Brown eigene Versionen bekannter Toasts. Andere, wie „Me“ und „Death“ beinhalten eigene Kompositionen Browns.
Im Alter von 59 Jahren wurde Brown 1980 in Venice Beach durch ein Auto getötet.  Cecil Davis, ein Verwaltungsbeamter der Gemeinde Santa Monica, wurde festgenommen und des Moders angeklagt. Die Polizei ließ bekanntgeben, dass keine Familienangehörigen identifiziert werden konnten.

## Einfluss, Einordnung und Vermächtnis
Bob Dylan bemerkte mehrmals dass Brown großen Einfluss auf sein eigenes Schaffen hatte. In einem Interview sagte Dylan, der Brown in den frühen 1960ern im Washington Square Park performen sah: „Diese ganzen schwarzen Jungs kommen von südlich der Grenze und tragen im Park Gedichte vor. Heute würde man sie Rapper nennen. Der beste war ein Typ namens Big Brown, der lange Gedichte hatte, jedes etwas 15 Minuten lang, weitschweifige Böser-Mann-Geschichten, Romanzen, Politik, so ziemlich alles, was man sich vorstellen kann, konnte man da finden. Ich hatte immer das Gefühl, dass das die besten Gedichte waren, die ich jemals gehört hatte.“ In einem anderen Interview sagte Dylan über Brown: „Nichts ist neu. Sogar Rap. Ich liebe dieses Zeugs, aber es ist nicht neu, früher hat man dieses Zeugs die ganze Zeit gehört … es gab da diesen einen Typen, Big Brown, der trug immer nur eine Gefängnisdecke, Sommer wie Winter. John Hammond müsste sich auch an ihn erinnern - er war wie Othello, er rezitierte Epen wie ein großer Römischer Redner, richtig abseitiges Zeug allerdings, Stagger Lee, Cocaine Smitty, Hattiesburg Hattie. Wo waren die Plattenfirmen, als es ihn noch gab?“
Auch andere Künstler waren von Brown fasziniert. Larry Rivers beispielsweise nahm ein Interview mit ihm auf. Der klassische Komponist David Amram sah Brown oft im Washington Square Park zu, wo Brown nicht nur Gedichte von Edgar Allan Poe, William Shakespeare und Walt Whitman rezitierte, sondern sich auch über die Werke dieser Dichter ausließ. 2015 sagte Amram in einem Interview: „Einer der Gründe, warum Brown Whitman vortragen konnte, neben den ganzen anderen Sachen, die er machte, war, dass er so gut improvisieren konnte, wenn er also etwas rezitieren würde, erfand er einfach Sachen. Abspielen oder einen Klassiker improvisierend neu interpretieren waren Teil des gleichen Prozesses“.
Forscher der afroamerikanischen Folklore und Folk Musik ordnen Browns Dichtung der Tradition des Toasting zu. Auch Abiodun Oyewole, Mitglied der Last Poets, sieht Brown in dieser Tradition, gibt aber auch zu bedenken, dass Browns Arbeit ethnische Grenzen überquerte. Brown trug oft ein Gedicht namens „Doriella du Fontaine“ vor; auch die Last Poets nahmen 1969 gemeinsam mit Jimi Hendrix eine Version dieses Gedichts auf. Oyewole hat weiter bemerkt, dass Brown als Brückenglied zwischen weißen und schwarzen Kunstformen fungierte, insbesondere der Beat-Poesie und dem Rap.
Wie viele Straßenkünstler, deren Einfluss auf spätere Musiker und Musikformen lange übersehen wurde, war auch Browns Karriere lange vergessen. 2015 veröffentlichten Browns Tochter, Adrianna Alty, und die Historikerin Jill Lepore allerdings eine dreiteilige Hörgeschichte über Brown: The Search for Big Brown für die The New Yorker Radio Hour.

## Diskographie
The First Man of Poetry, Big Brown: Between Heaven and Hell, Kent Records, 1973.